# Yōzei
Cesarz Yōzei (jap. 陽成天皇 Yōzei tennō; ur. 2 stycznia 869, zm. 23 października 949) – 57. cesarz Japonii, według tradycyjnego porządku dziedziczenia.
Yōzei panował w latach 876-884.
Mauzoleum cesarza Yōzei znajduje się w Kioto. Nazywa się ono Kaguragaoka no Higashi no misasagi.